# 발트해 전역 (1939년~1945년)
발트해 전역은 제2차 세계 대전의 동부 전선에서 발트해, 보트니아만, 핀란드만 및 연결된 라도가호, 오네가호에서 추축국 및 연합군 해군 병력에 의해 수행되었다. 폴란드군과 독일 국방군 간의 초기 전투 후, 주요 교전국은 전쟁해군과 소련 해군이었으며, 핀란드는 1944년까지 독일을 지원하다가 그 이후에는 소련을 지원했다. 스웨덴 해군과 상선대는 중요한 역할을 했고, 영국 영국 왕립 해군은 발트해와 북해로 이어지는 조임목에 대한 통제권을 확보하기 위해 카트린 계획을 세웠다.
작전에는 수상 및 수중 전투, 공중전, 상륙 작전, 대규모 지상전 지원이 포함되었지만, 발트해 작전의 가장 중요한 특징은 기뢰전의 규모와 크기, 특히 핀란드만에서 그러했다. 교전국들은 60,000개 이상의 기뢰와 대소해 방해물을 설치하여 얕은 핀란드만을 세계에서 가장 밀집된 기뢰 수역으로 만들었다.

## 참가자

### 핀란드 해군
핀란드 해군은 작은 전문 부대였다. 1941년 해군 병력은 다음과 같았다.
- 2척의 해방전함 (일마리넨 및 배이내뫼이넨)
- 5척의 잠수함 (Vesihiisi, Iku-Turso, Vetehinen, Vesikko 및 Saukko)
- 4척의 슬루프 (Turunmaa, Karjala, Uusimaa 및 Hämeenmaa)
- 3척의 기뢰부설함
- 12척의 소해정
- 7척의 고속어뢰정

핀란드 해군은 전쟁 중 여러 다른 선박(예: 해안경비대 선박)을 사용했다.
- 4척의 슬루프 — 주로 호위함 및 소해정으로 사용됨
- 6척의 커터 — 호위함 및 소해정으로 사용되는 소형 선박
- 17척의 VMV급 patrol boat — 소형 어뢰정, 포정, 잠수함 사냥꾼 등 다양한 역할로 사용됨

### 전쟁해군
초기에 독일 국가해군(전쟁해군의 전전 명칭)은 제1차 세계 대전 이후의 조약 의무로 인한 제약을 받았다. 그러나 1935년 독일은 영독 해군 조약을 체결하여 크게 확장할 수 있게 되었다. 전쟁해군이라는 명칭은 같은 해에 채택되었다. 크고 강력하며 전문적인 군대였음에도 불구하고, 전쟁해군은 여러 전역에 자산을 분산해야 했고, 이로 인해 발트해에 배치할 수 있는 함선의 수와 크기가 크게 제한되었다.
바르바로사 작전이 시작된 1941년 6월 21일, 발트해에 주둔한 독일 해군은 다음과 같았다.
- 28척의 Schnellboot
- 5척의 잠수함
- 10척의 기뢰부설함(대부분 개조된 여객선 및 페리)
- 3개 소해정 편대 (M급 소해정)
- 3개 징발 소해정 편대(트롤선)
- 2개 R-보트 편대
- 2개 초계정(트롤선) 편대
- 3척의 Sperrbrecher
- 2척의 소해정 보급함
- 다양한 해군 예인선, 수송선 및 기타 보조선

1941년 9월, 독일은 잠정적인 발텐함대(Baltenflotte)를 창설했으며, 이 함대에는 전함 티르피츠, 순양함 Admiral Scheer, Emden, Köln, Leipzig 및 Nürnberg, 구축함 Z25, Z26, Z27 및 제2 어뢰정 전대가 포함되었다. 이 함대는 소련 발트 함대가 중립 스웨덴으로 탈출하려 할 경우 이를 저지하는 임무를 맡았다. 그러나 이러한 일은 발생하지 않았고, 공중 정찰 결과 소련 발트 함대의 남은 함선들이 심각한 피해를 입은 것으로 나타나, 발텐함대는 1941년 10월 이전에 해체되었다.

### 폴란드 해군
비교적 작은 폴란드 해군은 자금 부족으로 인해 큰 어려움을 겪었지만, 전쟁 발발 당시 다음과 같은 함대를 보유할 수 있었다.

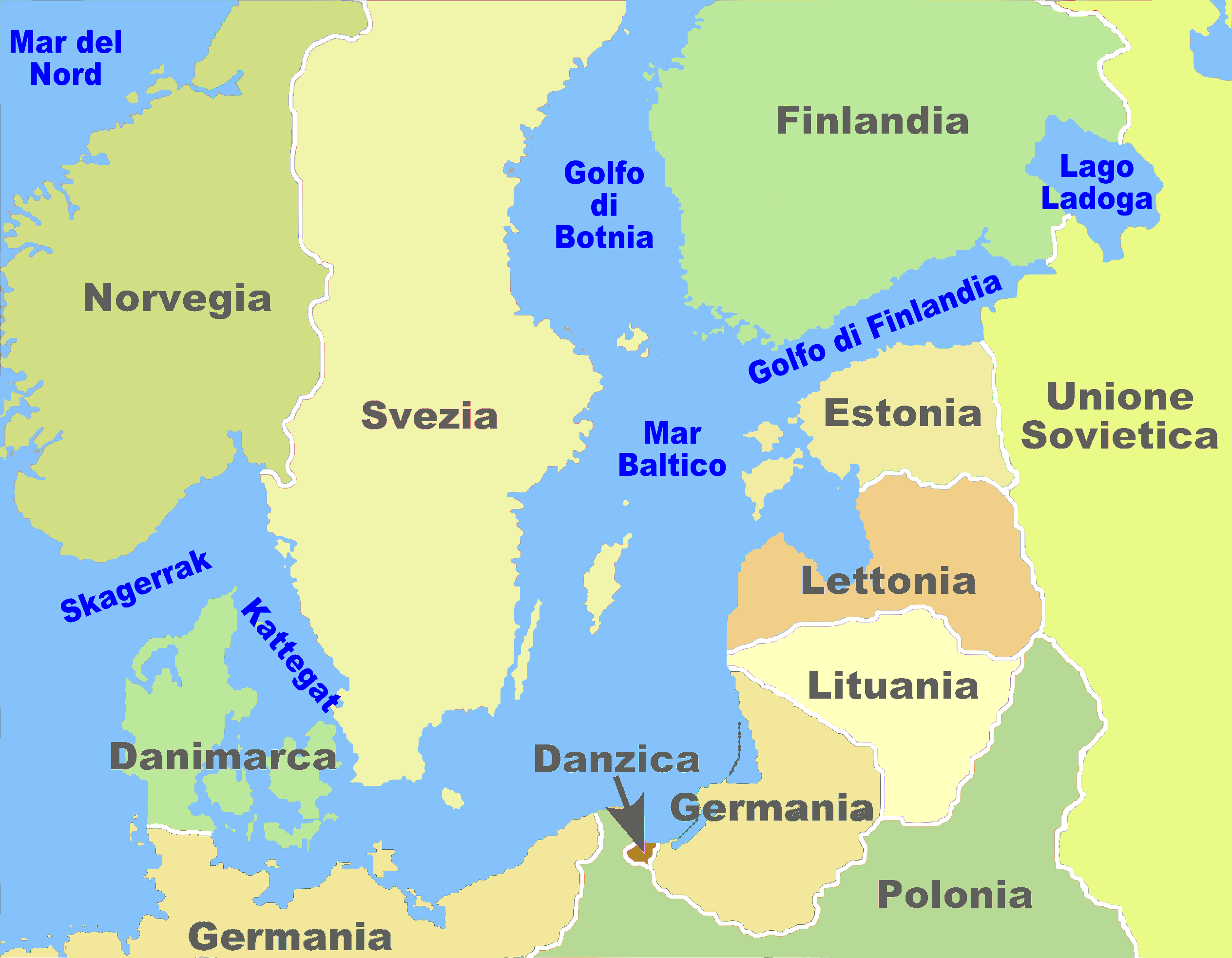
1939년 9월 발트해 지도

- 대형 구축함 4척
- 잠수함 5척
- 대형 기뢰부설함 1척
- 다양한 소형 함선

### 소련 발트 함대
소련 발트 함대는 제2차 세계 대전 중 소련 해군을 구성하는 4개 함대 중 가장 컸으며, 전쟁 내내 블라디미르 트리부츠가 지휘했다. 초기에는 핀란드만 동쪽 끝에만 기지를 두고 있었음에도 불구하고, 적기 발트 함대는 발트해에서 가장 큰 해군력이었다. 제2차 세계 대전이 진행됨에 따라, 1939년 가을 소련이 강요한 협정에 따라, 그리고 1940년 6월 소련의 발트 3국 점령 이후 기지에 직접 접근함으로써 에스토니아, 라트비아, 리투아니아의 해군 기지를 활용할 수 있게 되었다.
겨울 전쟁 이후의 평화 조약으로 인한 이득은 발트 함대에 더욱 도움이 되었다. 핀란드 항코에 기지를 확보하고 카렐리야 지협의 해안을 확보했기 때문이다. 리에파야와 탈린은 바르바로사 작전 이전에 발트 함대의 주요 해군 기지였다.

#### 1941년 6월 발트해의 소련 해군력
| 함종            | 수 | 비고/등급                                                   |
| --------------- | -- | ----------------------------------------------------------- |
| 전함            | 2  | Gangut급                                                    |
| 순양함          | 2  | Kirov급                                                     |
| 구축함 선두함   | 2  | Leningrad급                                                 |
| 구축함 (현대식) | 17 | 3척의 7형, 13척의 7U형, Opytny                              |
| 구축함 (구형)   | 7  | 2척의 이즈야슬라프급, 4척의 오르페이급, 야코프 스베르들로프 |
| 잠수함          | 65 |                                                             |
| 호위함/포정     | 7  |                                                             |
| 기뢰전함        | 39 |                                                             |
| 고속어뢰정      | 48 |                                                             |

### 발트해의 다른 해군들

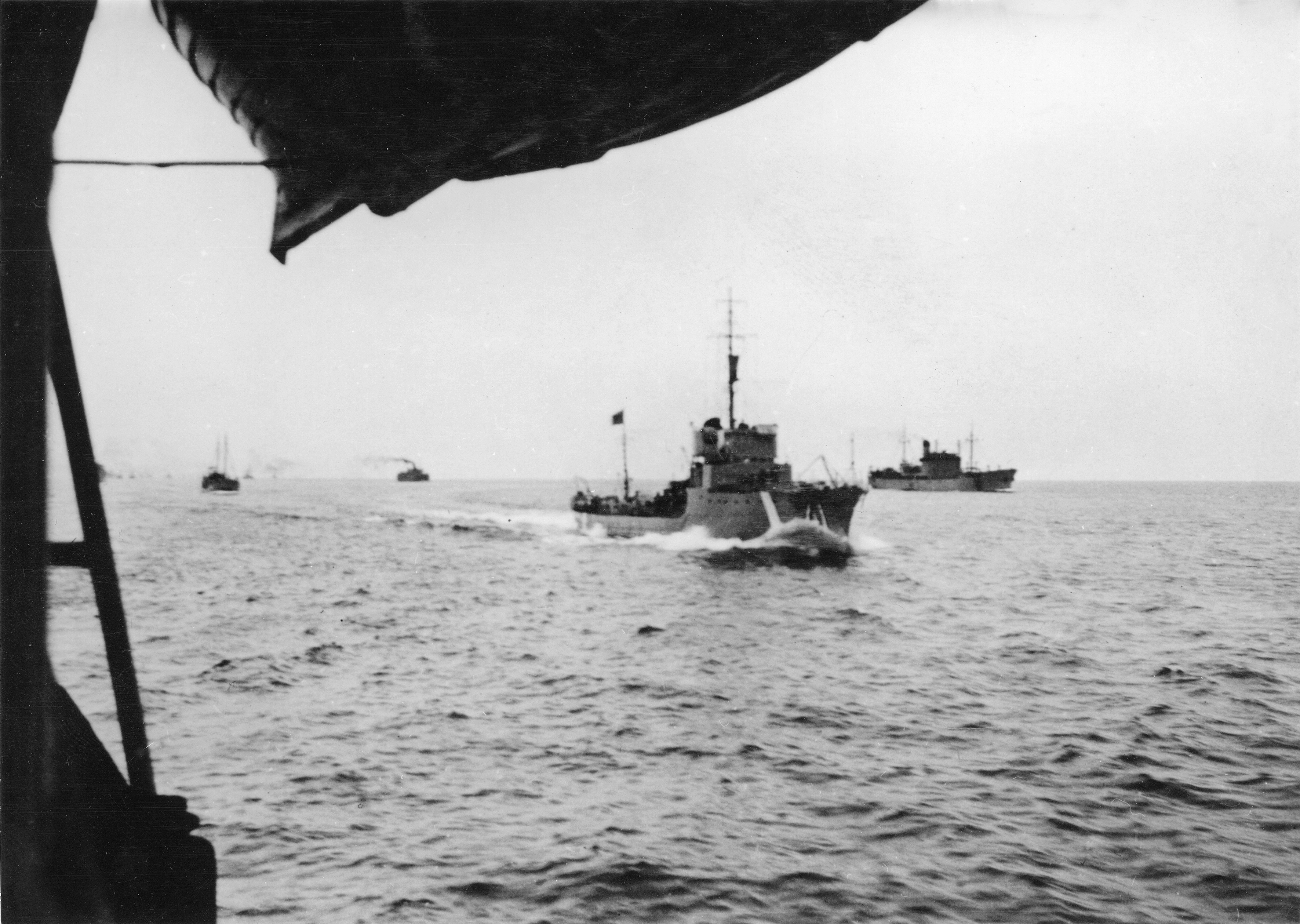
스웨덴 해군의 호위를 받던 철광석 운반선 M/S 룰레오가 소련 잠수함에 의해 침몰된 날

스웨덴 해군은 발트해에서 세 번째로 큰 해군이었다. 스웨덴은 전쟁 중 중립을 유지했지만, 스웨덴 해군 함정들은 스웨덴 영해 내에서 호송선을 호위하고 보호했으며, 때로는 적대적인 잠수함을 폭뢰로 공격하기도 했다.
에스토니아, 라트비아, 리투아니아는 모두 제2차 세계 대전 이전에 소규모 해군을 보유하고 있었다. 1940년 소련의 발트 3국 점령 및 합병 동안 이들은 소련 발트 함대에 편입되었다.

## 발트해 전역

### 1941년 이전 작전

#### 폴란드 침공
폴란드 해군은 1939년 그단스크만 전투와 헬 전투에 참여했다. 일부 수상함은 영국에서 전쟁을 계속하기 위해 피난되었지만(페킹 계획), 대부분의 함정은 폴란드에 남아 독일군에 의해 침몰되었다. 폴란드 잠수함은 1939년 가을 스웨덴에서 억류되거나 영국으로 탈출할 때까지(오제우 사건 참조) 발트해에서 잠시 활동했다. 침공 중 독일 해군의 손실은 소해정 한 척에 불과했다.

### 1941년 작전

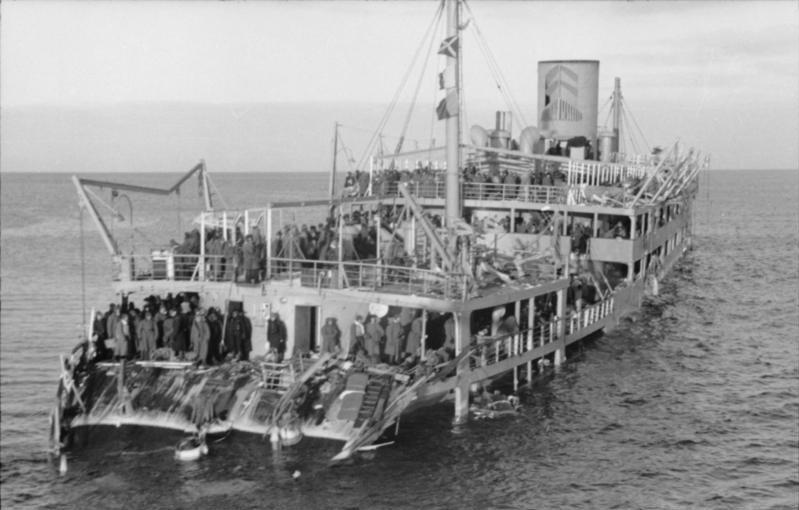
1941년 11월 항코에서 병력 대피에 사용된 소련 여객선 요시프 스탈린호가 1941년 12월 3일 기뢰에 손상되어 독일군에 나포되었다.

겨울 전쟁과 발트 3국 점령으로 인해 적기 발트 함대는 강력한 위치에 있었다. 이 함대는 발트해 연안과 항코에 기지를 둔 발트해 최대 해군(전함 2척, 중순양함 2척, 구축함 19척, 잠수함 68척, 항공기 709대로 구성된 해군 항공대)이었다. 특히 핀란드 남부 해안의 길고 취약한 부분은 이제 소련 해군에 완전히 노출되었다.
핀란드 해군은 두 갈래로 나뉘어 있었다. 하나는 제1차 세계 대전 이전에 러시아가 건설한 오래되었지만 잘 관리된 해안 요새(표트르 대제의 해군 요새)였고, 다른 하나는 실제 해군으로, 해방전함 2척, 잠수함 5척, 그리고 다수의 소형 함정으로 구성되어 있었다. 전쟁해군은 대서양 전투 (제2차 세계 대전)에 묶여 있었기 때문에 해군 병력의 극히 일부만을 제공할 수 있었다. 발트해에서 독일의 주요 관심사는 스웨덴에서 수입되는 필수 철광석을 전쟁 산업에 공급하는 핀란드 다도해를 통한 항로를 보호하는 것이었다.
소련 해군은 1941년 6월 22일 독일의 소련 초기 공격에 기습당했으며, 발트 3국과 핀란드에서의 철수 중 막대한 손실을 입었다. 전쟁해군은 실제 침공 시작 몇 시간 전에 기뢰를 부설하기 시작했고, 즉각적인 효과가 나타나 전쟁 이틀째에 소련 발트 함대는 기뢰로 구축함 한 척을 잃었다. 독일군의 빠른 진격으로 소련 해군은 발트해 연안의 기지를 포기하고 탈린과 크론시타트로 철수해야 했다.
적기 함대의 탈출을 막기 위해, 독일군은 1941년 8월~9월에 새로운 전함 티르피츠, 순양함, 구축함 등을 포함한 대규모 전투단을 발트해에 배치하고 핀란드만 전역에 걸쳐 일련의 기뢰밭을 설치했다. 소련 함대가 대서양이나 중립 스웨덴으로 도망치려 하지 않자, 독일은 결국 주력함을 철수시켰다. 나중에 핀란드 해방함 일마리넨은 실패한 기만 작전인 노르트빈트 작전 중 기뢰에 침몰되었다. 핀란드 잠수함과 수상 병력은 항코를 오가는 소련 호송선을 반복적으로 공격했지만, 소련의 강력한 저항과 장비 고장으로 인해 제한적인 성공을 거두었다. 항코에서 온 보고서에 따르면 미폭발 핀란드 어뢰 두 발이 선체에서 튀어나온 채 도착한 수송선이 있었다고 한다.
리가와 리에파야의 해군 기지가 독일의 진격으로 상실되자, 소련 해군은 탈린으로 철수했고, 탈린은 8월 말에 포위되어 소련군이 해상으로 대피해야 했다. 이에 맞서 독일과 핀란드 해군은 2,400개의 기뢰를 추가로 투하하여 탈린 해상 항로에 이미 있던 600개의 기뢰에 더했다. 독일 포병대는 유민다 반도에 배치되었고, 핀란드와 독일 어뢰정은 경계 태세에 들어갔다. 소련의 대피는 160척의 함선으로 이루어졌으며, 28,000명의 인원(공산당 지도부와 그 가족, 육해군 병력, 에스토니아인 10,000명 포함)과 66,000 쇼트톤 (60,000 t)의 물자를 수송했다.
대피는 8월 27일 밤, 첫 독일군이 도시에 진입하는 동시에 시작되었다. 승선 중 함선들은 독일 폭격기와 포병의 끊임없는 공격을 받았으며, 함대가 기뢰가 밀집된 유민다 반도에 도착해서도 계속되었다. 8월 28일 자정, 함대는 기뢰밭에 부딪히면서 핀란드와 독일 어뢰정의 공격을 받았다. 피해는 심각하여 160척의 함선 중 65척이 손실되었고, 더 많은 함선이 손상되었다. 28,000명의 대피 인원 중 16,000명이 사망했다. 비교적 적은 수단으로, 전쟁해군과 핀란드 해군은 적기 발트 함대에 큰 타격을 입혔고, 이 함대는 해군 기뢰 방벽과 크론시타트의 해안 요새의 상대적인 안전으로 철수했다.
전쟁 초기에 핀란드 지상군은 30,000명의 수비대가 있는 항코 기지를 고립시켰다. 그곳의 전선은 고착 상태로 남아 있었고, 주변 군도에서는 소규모 해군 및 상륙 작전만 있었다. 여름이 끝날 무렵, 포위군의 주력을 이루던 핀란드 17사단은 항코를 떠나 동카리알라로 향했다. 1941년 12월까지 기지는 계속되는 봉쇄와 레닌그라드로의 독일군의 빠른 진격으로 인해 중요성을 잃어 대피되었다. 대피는 여러 호송선으로 이루어졌으며, 약 23,000명의 병력을 레닌그라드로 수송하는 데 성공했다. 함대는 핀란드 기뢰밭과 해안 포격으로 인해 피해를 입었으며, 구축함 3척과 대형 수송선 2척(안드레이 즈다노프 및 Iosif Stalin) 및 여러 소형 선박을 잃었다. 핀란드군은 소련군이 떠난 후 버려지고 기뢰가 밀집된 항코를 점령했다.
소련군도 베료조비예 제도에서 철수했고, 핀란드군은 그 지역으로 이동하여 요새를 건설했다. 이 요새에 보급품을 수송하던 중 포르칼라호가 1941년 11월 28일 기뢰에 부딪혀 침몰했다. 이 배는 나중에 수리되고 개조되어 재취역했다.
비록 기뢰, 제공권 장악, 그리고 독일군의 빠른 육상 진격으로 인해 중장비는 대부분 무력화되었지만, 레닌그라드 바로 근처의 소련 발트 함대는 파괴되지 않았다. 함대의 해안 포격은 9월 초기 독일 공격으로부터 레닌그라드를 구하는 데 중요했다. 전함 Marat는 9월 23일 크론시타트에서 독일 융커스 Ju 87 스투카 급강하폭격기에 의해 침몰되었지만, 부분적으로 인양되어 고정 포대로 사용되었다. 많은 발트 함대 해군 장병들이 레닌그라드 포위전 동안 육상에서 싸웠다. 또한, 비록 1941년 동안 핀란드만의 일부 섬들이 상실되었지만, 세이스카리와 라반사리섬은 유지되었고, 이는 전쟁이 진행됨에 따라 중요한 기지가 될 것임을 입증했다.

### 1942년 작전
1942년, 발트 함대는 독일 기뢰밭에 의해 핀란드만 가장 안쪽으로 봉쇄되었다. 소련군은 오라니엔바움 교두보를 유지하고, 잠수함 여러 척을 라반사리 섬을 통해 개방된 발트해로 보냈는데, 이 섬은 잠수함과 경량 수상 함정 모두에게 귀중한 기지가 되었다. 잠수함은 독일-핀란드 선박 및 중립국 선박을 공격하여 18척을 침몰시켰지만 12척의 잠수함을 잃는 등 제한적인 성공을 거두었다.
소련 잠수함에 의한 손실은 비교적 적었지만, 발트해에서의 존재는 수송을 방해하고 선박들이 더 빠른 외해 항로 대신 더 안전한 해안 수로를 사용하도록 강요했다. 소련 잠수함 작전이 계속되자 독일군과 핀란드군은 핀란드만에서 대잠수함 노력을 강화해야 했고, 주로 이러한 노력 덕분에 소련 잠수함병들은 점점 더 큰 어려움과 손실을 겪었으며, 추축국 선박에 대한 승리는 점점 줄어들었다.
소련군은 1941년 후반에 핀란드만의 대부분의 섬에서 철수했다. 그들은 1942년 1월 핀란드 소규모 분견대에게서 수르사리를 탈환했다. 두 달 후, 강력한 항공 엄호를 받은 더 큰 핀란드군이 얼음 위를 행군하여 소련 수비대를 쫓아냈다. 섬을 탈환하려는 소련의 시도는 1942년 4월까지 얼음 위에서 계속된 전투로 이어졌다. 핀란드와 독일군은 가볍게 방어된 볼쇼이튜테르스섬도 점령했다. 1942년 7월, 소련은 핀란드로부터 작은 섬 소메리를 탈환하려 시도했다. 초기 성공에도 불구하고, 소련 상륙군은 괴멸되었고, 지원 해군 부대는 제2차 세계 대전 중 발트해에서 가장 큰 수상 전투 중 하나로 판명된 전투에서 격퇴되었다. 이 전투 중에 핀란드 포정 투룬마와 해멘마는 모두 소련 항공기에 의해 손상되었다.
.
핀란드 잠수함은 1942년 초 대부분을 선창에서 보냈으며, 그곳에서 개선된 청음 장치와 무기 시스템을 장착했다. 1942년 10월, 잠수함들은 대잠 방벽을 뚫고 들어온 소련 잠수함을 사냥하기 위해 올란드해에 배치되었다. 세 척의 대형 핀란드 잠수함은 각각 소련 잠수함 한 척을 격침시켰는데, 그 중 두 척은 어뢰로, 한 척은 의도적인 충돌로 격침되었다. 올란드해에서의 대잠 노력은 소련 사령부가 해당 지역의 잠수함 작전을 줄일 만큼 효과적이었다. 1942년 11월, 핀란드 고속어뢰정은 소련이 점령한 라반사리 항구를 급습하여 포정 Krasnoye Znamya를 얕은 물에 침몰시켰다. 소련은 이 배를 회수하고 수리할 수 있었으며, 몇 달 후 현역으로 복귀시켰다.

### 1943년 작전
1943년 봄, 추축국은 핀란드만에 걸쳐 광범위한 기뢰 및 대잠수함 그물 방벽을 완성하여 소련 잠수함이 독일 선박을 공격하거나 U보트 훈련을 방해하는 것을 효과적으로 막았다. 소련군은 적어도 두 척의 주요 핀란드 기뢰부설함 중 하나를 침몰시키는 데 성공했다. Riilahti는 8월 23일 고속어뢰정 TK-94에 의해 어뢰 공격을 받아 침몰했다. 6척의 소련 잠수함이 방벽을 뚫으려다 손실되었다. 또한, 1943년 5월 2일 호글란드 북동쪽 기뢰 방벽을 경비하던 핀란드 포정 Turunmaa는 소련 공습으로 심각한 손상을 입었다(이 배는 인양되어 1943년 10월 23일까지 완전히 수리되었다). 또한, 9월 16일에는 저고도 일류신 Il-4 어뢰기가 케리 등대 북쪽에서 핀란드 호위함 우이스코와 투르사스를 기습했다. 우이스코는 침몰하여 18명이 사망했고, 2명만이 살아남았다.

### 1944년 작전

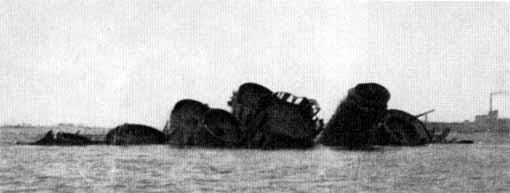
코트카에 있는 니오베의 잔해

소련은 1944년 육상에서 추축국을 물리치기 시작했으며, 1월에 레닌그라드 포위전을 해제하고 오라니엔바움 교두보를 구원했다. 1944년 2월, 핀란드는 헬싱키에 대한 소련 공습 중 침몰된 VMV 12와 VMV 8을 잃었다. 또한, 핀란드만 남해안에 대한 소련의 상륙 작전은 격퇴되었다. 에스토니아 국경에서 저항하면서 추축국은 9월까지 기뢰밭 봉쇄를 유지했는데, 이때 핀란드는 소련과 평화 협정을 체결했고, 북부 집단군은 에스토니아에서 철수했다. 전쟁해군은 이 과정에서 여러 소해정 및 대공 순양함 니오베를 잃었다. 독일 Elbing급 어뢰정 T22, T30, T32도 1944년 8월 기뢰밭에 부딪혀 손실되었다.
1944년 여름 핀란드에 대한 소련의 공세 동안, 붉은 군대는 코이비스토 섬에 상륙했다. 핀란드 및 독일 해군 부대는 소련 경량 해군 부대와 충돌했으며, 반복적인 공중 공격을 받았다. 이 과정에서 핀란드 해군은 타르모와 VMV 17을 잃었고, 독일은 T 31(네르바섬 전투 중)과 AF 32를 잃었으며, 양측 모두 여러 다른 함선이 손상되었다. 핀란드군은 섬에서 아무런 저항 없이 대피했고, 이는 비푸리만에서 소련의 상륙 작전을 위한 길을 열었다. 핀란드와 독일 경량 해군 부대는 끊임없는 공중, 포병, 고속어뢰정 공격 아래에서 만으로 반복적으로 진입했다. 급습 중 함선 손실은 없었지만, 참가한 거의 모든 함선이 심각한 손상을 입었다. 핀란드 함선 중 최악의 손상은 소련 공습 중 보조 포정 비엔나에 발생했다. 해군 병력은 목표 지역에 도달하지 못했지만, 그들의 급습은 포격과 소련 항공기의 공격을 유도하여 비푸리만 섬 방어에 도움이 되었다. 또한 6월 23일, 독일 구축함 Z39는 팔디스키 해상에 정박해 있던 중 소련 폭격기에 의해 손상되었다.
연합군의 노르망디 침공(D-Day) 이후, 대제독 카를 되니츠는 독일 육군의 해상 측면을 지원하기 위해 독일 수상 함대 대부분을 발트해로 이동시켰다. 중순양함 프린츠 오이겐은 리가 근처의 붉은 군대 진지를 포격했고, 여러 U보트가 핀란드만에 침투하여 6척을 소련에 잃었다. 특히 U-250의 손실이 중요했는데, 이는 소련 잠수함 추적기 MO-103에 의해 침몰되었기 때문이다. 소련은 추축국의 노력에도 불구하고 모든 비밀(새로운 음향 어뢰 포함)과 함께 잔해를 회수하는 데 성공했다. 또한 1944년 7월 16일, 독일 대공 순양함 니오베는 소련 폭격기에 의해 침몰되었고, 니오베 승무원 70명이 사망했으며 소련 A-20 한 대가 격추되었다. 또한 1944년 7월 25일, 소해정 빌풀라와 핀란드 소형 해안 소해정 메르쿠리우스는 단독 보스턴(더글러스 A-20 하복)형 폭격기에 의해 어뢰 공격을 받았다. 이 두 함선은 나중에 다시 떠올랐지만 수리할 가치가 없는 것으로 판단되었다.
핀란드와 소련의 휴전 후, 독일군은 핀란드의 전략적 요충지를 점령하려 했다. 발트해에서는 실패한 탄네 오스트 작전과 취소된 탄네 베스트 작전이 포함되었다.
8월 말과 9월에 독일군은 에스토니아를 포기하고, 선박을 이용하여 91,000명의 병력과 85,000명의 민간인 난민을 성공적으로 대피시켰다. 이는 핀란드 기지와 해안 해로의 사용과 결합되어, 이전에는 뚫을 수 없었던 대잠수함 장벽을 소련군이 우회할 수 있게 했다. 문순트 상륙 작전 동안, 붉은 군대와 발트 함대는 9월에 에스토니아의 섬들을 점령하고, 10월 말까지 에스토니아에서의 작전을 완료했다. 전쟁해군은 붉은 군대를 포격함으로써 이 공세에 저항했으며, 구축함 Z35와 Z36는 12월에 침몰했고 구축함 Z28은 10월에 소련 항공기에 의해 손상되었다(1945년 2월까지 수리해야 했다).

### 1945년 작전
1945년, 붉은 군대가 독일 영토로 더욱 깊숙이 진격하면서, 전쟁해군은 난민 대피와 소련군 포격에 관여했다. 소련 수상 함대는 기뢰밭과 함선의 열악한 상태로 인해 레닌그라드 지역에 머물렀지만, 소련 잠수함은 매우 활발하게 활동하여 동프로이센에서 난민을 대피시키던 여객선 빌헬름 구스틀로프, General von Steuben, 고야를 침몰시켜 많은 인명 피해를 입혔다.
소련은 단 한 번의 중요한 급습을 성공시켰는데, 고속어뢰정을 사용하여 단치히만에서 독일의 현대식 구축함 Z34를 어뢰 공격하여 심각한 손상을 입혔지만, 다른 유사한 작전은 반복되지 않았다.
단치히만에서의 다른 소련 활동으로는 잠수함 L-21이 부설한 소규모 기뢰밭이 있었는데, 이로 인해 잠수함 1척(U-367)과 어뢰정 2척(T3 및 T5)이 침몰했고 구축함 Z43은 손상을 입었다. 또한, 독일 보조 순양함 오리온은 소련 항공기가 투하한 폭탄 2발을 맞고 시비노우이시치 근처에서 침몰하여 많은 인명 피해를 냈다.

## 라도가호와 오네가호 작전
제2차 세계 대전 이전에 라도가호(핀란드어: Laatokka)에서의 소련과 핀란드 해군력은 1920년 타르투 조약에 의해 제한되었는데, 이 조약은 함선의 최대 배수량을 100 롱톤 (100 t)으로, 최대 무기 구경을 47 mm (1.85 in)으로 제한했다.

### 1939년–1940년 작전
라도가호는 겨울 전쟁 중 전투 지역의 일부가 되었지만, 대부분의 분쟁 기간 동안 얼어붙어 호수에서의 해군력 사용을 제한했다. 겨울이 진행됨에 따라 얼음 위를 가로지르는 병력 및 보급품 이동이 점점 더 중요해졌는데, 핀란드군이 호수 북쪽 해안, 키틸라 근처에서 대규모 소련군 편대를 모티로 포위했기 때문이다. 다른 많은 포위된 소련군 편대와 달리 키틸라의 병력은 얼음 위로 이어지는 보급로 덕분에 생존할 수 있었다. 핀란드군은 아이스 로드 옆 섬들을 요새화하고 얼음에 균열을 내는 등 이러한 작전을 여러 차례 저지하려 했다.

### 1941년–1944년 작전
바르바로사 작전과 계속 전쟁이 시작되자, 라도가 호수는 다시 전장이 되었다. 소련군의 첫 임무는 진격하는 핀란드군에 의해 호수 북쪽 해안에 갇힌 붉은 군대 병력의 철수였다. 이 철수는 대부분 성공적이었고, 소련군은 경미한 손실만을 입었다. 독일군의 레닌그라드 진격으로 도시가 포위된 후, 호수를 가로지르는 보급로는 소련 방어군에게 가장 중요해졌다. 얼음 형성으로 인해 선박이 보급품을 운송할 수 없게 되자, 호수 얼음 위에 얼음 도로가 만들어져 아이스 로드가 형성되었다.
핀란드군이 1941년에 오네가호(핀란드어: Ääninen)에 도달했을 때, 그들은 여러 척의 소련 선박을 나포하고, 퇴각하는 소련군에 의해 얕은 물에 침몰했던 다른 선박들을 인양했다. 이들 중 일부는 핀란드군에 의해 무장되었다. 나포된 소련 해군 함정은 VTV-1(초계정 1호)로 이름이 바뀌어 해군 작전을 지원하기 위해 오네가 호수로 옮겨졌지만, 핀란드군이 사용할 수 있는 대부분의 함선은 구식이었고 호수에서 활동하는 소규모 소련군조차도 상대할 수 없었다.
개수기 동안 소련 해군 병력에 성공적으로 도전할 가능성이 낮다고 판단한 핀란드군은 소련 보트가 아직 정박해 있을 때 공격하기 위해 장거리 순찰을 강조했다. 그들의 첫 번째 성공적인 작전은 1942년 봄 얼어붙은 호수에서 일어났는데, 핀란드 순찰대가 얼음을 건너 소련 바지선 몇 척에 불을 질렀다. 소규모 교전은 1942년 내내 계속되었다. 9월 4일의 주목할 만한 교전에서, 예인선을 호위하던 핀란드 함선 3척이 무장한 소련 증기선과 나중에 초계정 2척과 교전하여 결론 없는 결과를 낳았다. 1942년~1943년 겨울 오네가 호수는 제대로 얼지 않아 얼음 위에서의 작전이 불가능했다. 소련과 핀란드 해군 병력 간의 또 다른 결론 없는 교전은 1943년 9월 13일에 일어났다. 1943년~1944년 겨울도 비교적 따뜻하여 선박들이 오네가 호수에서 계절 내내 항해할 수 있었다.

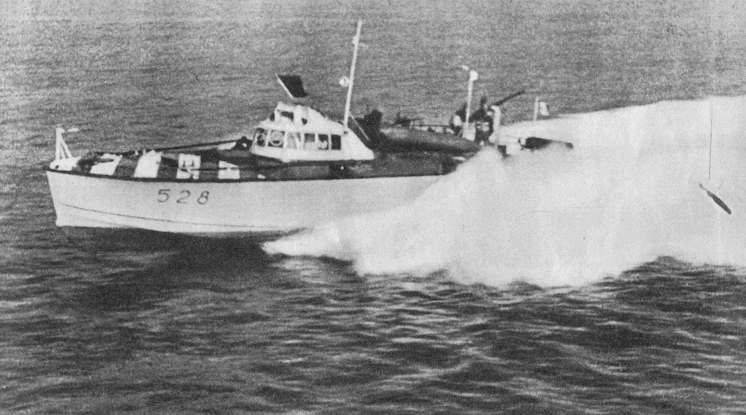
1942년 여름 레닌그라드 포위전 동안 라도가 호수에 있는 이탈리아 어뢰정 MAS 528.

1942년 여름까지 핀란드군은 구식 MTB 시수만을 라도가 호수로 옮겼다. 그곳에 남아있는 해군 병력은 소형 민간 보트와 소련에서 나포한 수송선으로 구성되었다. 독일과 이탈리아도 일부 해군 병력을 라도가 호수로 보냈으며, Naval Detachment K를 구성했다. 주로 이탈리아 고속어뢰정과 독일 포병 바지선 및 기뢰 부설선을 사용하여, 해군 분견대는 라도가 호수에서 레닌그라드 보급 호송선을 여러 차례 저지하려 했다. 호수가 얼기 시작하자 그들은 다른 곳으로 이동했으며, 소련군이 1943년 1월에 레닌그라드 육로를 열었기 때문에 이듬해에는 돌아오지 않았다. 핀란드군은 독일 바지선과 보병 보트 여러 척을 구입하여 라도가 호수에서 사용했으며, 이탈리아 고속어뢰정도 구입하여 발트해에서 사용했다.
해안의 수송망은 상대적으로 유용성이 제한적이어서, 핀란드 해군 병력의 주요 임무는 호수를 통한 물자 수송을 보호하는 것이었다. 1943년에는 호수에서 해군 활동이 거의 없었다. 그러나 1944년, 스비르강을 가로지르는 소련의 공세(호수 북쪽 끝의 소르타발라 점령을 목표로 함)에는 동쪽 해안의 툴록사 상륙이 포함되었다. 소련 해군 보병 여단 한 개가 상륙했고, 나중에 두 번째 여단에 의해 강화되었다. 소련의 공중 및 해상 우위로 인해 핀란드 해군 병력은 그들에게 도전할 수 없었다. 그러나 소련의 공세가 계속되면서, 핀란드 함대(구식 고속어뢰정 3척과 독일에서 획득한 추가 바지선 3척으로 강화됨)는 포병으로 육상 병력을 지원하고 호수 북쪽 끝에서 소련의 급습에 맞섰다. 휴전이 선언되었을 때, 핀란드 해군 자산 대부분은 합의된 국경을 넘어 육로로 대피했다. 소련은 이전 독일 바지선과 보병 보트를 요구했고, 1945년 8월 헬싱키에서 이를 받았다.
소련군이 1944년 카렐리야 지협에서 공세를 시작했을 때, 핀란드군은 오네가 호수 근처에서 또 다른 공세를 예상하고 이미 이 지역에서 철수를 시작했다. 6월 16일부터 27일까지 핀란드 해군 부대는 대피 호송선을 성공적으로 보호한 후, 함선을 무장 해제하고 자침시켰다. VTV-1만이 보존되어 철도로 발트해로 수송되었다. 소련 해군 부대는 6월 26일 오네가 호수에서 공격을 시작했으며, 6월 28일 페트로자보츠크에 병력을 상륙시켰을 때 핀란드군은 이미 이 지역을 떠났다.

### 오네가 호수의 핀란드 해군 병력
| 이름                           | 유형                 | 역할              | 무장                                               |
| ------------------------------ | -------------------- | ----------------- | -------------------------------------------------- |
| - Karhumäki - Kontupohja       | 외륜 증기선          | 포정              | - 1–3 × 75 mm 포 - 0–2 × 40 mm 포 - 2–3 × 20 mm 포 |
| VTV-1                          | 초계정 (1941년 나포) | 포정              | - 1 × 76.2 mm 포 - 1 × 20 mm 포 - 6 × 기관총       |
| - Väinö - Urho - Ilmari - Limo | 예인선               | 초계정            | - 1–2 × 40 또는 45 mm 포 - 1 × 20 mm 포            |
| 14척의 보트                    | 모터보트             | - 초계정 - 소해정 | - 2 × 20 mm 대전차총 - 2 × 기관총                  |

## 같이 보기
- 흑해 전역 (1941년-44년)
- 항코 전투 (1941년)

## 참고 문헌
- Ruge, Fredrich – The Soviets as Naval Opponents 1979, Naval Press Annapolis ISBN 978-0-87021-676-3
- Jackson, Robert – Battle of the Baltic 2007, ISBN 978-1-84415-422-7